# 塞贝尼
塞贝尼，是匈牙利巴兰尼亚州所辖的一个村。总面积14.37平方公里，总人口444，人口密度30.9人/平方公里（2011年1月1日）。